# استیوارت اند استیونسن
استیوارت اند استیونسن (انگلیسی: Stewart & Stevenson) شرکت خدمات نفتی آمریکایی است، که در زمینه تولید و ساخت ماشین‌آلات، توزیع تجهیزات و ارائه خدمات تخصصی به شرکت‌های نفت و گاز، ساخت‌وساز، تولید و توزیع برق، حمل‌ونقل و ترابری، استخراج معادن و کشاورزی فعالیت می‌کند. شرکت استیوارت اند استیونسن در سال ۱۹۰۲ توسط جیم استیوارت و جوزف استیونسن تأسیس شد. این شرکت در سال ۲۰۰۶ توسط هوشنگ انصاری (مدیرعامل پیشین شرکت ملی نفت ایران در دوران پهلوی) خریداری شد و هم‌اکنون کلیه سهام آن متعلق به انصاری می‌باشد.